# Іво Гаррані
І́во Гарра́ні (італ. Ivo Garrani; 6 лютого 1924, Інтродакуа, Абруццо, Італія — 25 березня 2015, Рим) — італійський актор.

## Біографія
Гаррані народився в Інтродакуа у італійскій провінції Абруццо. Був студентом інженерного факультету у Римі, де і починав свою театральну кар'єру, спочатку як любитель, а з 1943 року виступаючи у партнерстві з актором Карло Тамберлані.

## Кар'єра
У 1950-і почав працювати в кіно, граючи головні та другорядні ролі у фільмах відомих італійських та зарубіжних режисерів, серед яких Роберто Росселліні («Генерал Делла Ровере», 1959), Карло Ліццані («Горбун», 1960 та «Веронський процес», 1962), Лукіно Вісконті («Леопард», 1963), Абель Ганс («Сірано і д'Артаньян», 1964), Єжи Кавалерович («Маддалена», 1971).
Знімався також у фільмах радянських режисерів. У спільній радянсько-італійській постановці Сергія Бондарчука «Ватерлоо» (1970) Гаррані зіграв роль французького маршала Сульта а у знаменитій кіноепопеї режисера Юрія Озерова «Визволення» — Муссоліні .
Паралельно з роботою в кіно багато знімався у телевізійних стрічках та серіалах.

## Обрана фільмографія
| Рік       |   | Українська назва                | Оригінальна назва             | Роль                     |
| --------- | - | ------------------------------- | ----------------------------- | ------------------------ |
| 1954      | ф | Східний експрес                 | Orient Express                |                          |
| 1957      | ф | Подвиги Геракла                 | Le fatiche di Ercole          | Пеліас, цар Іолка        |
| 1958      | с | Капітан Фракасс                 | Capitan Fracassa              | Ероде                    |
| 1958      | с | Принижені і ображені            | Umiliati e offesi             | Іхменєв                  |
| 1960      | ф | Генерал Делла Ровере            | Il generale Della Rovere      | головний партизан        |
| 1960      | ф | Карфаген у вогні                | Cartagine in fiamme           | Тала                     |
| 1960      | ф | Маска Сатани                    | La maschera del demonio       | принц Вайда              |
| 1960      | ф | Горбун                          | Il gobbo                      | Моретті                  |
| 1960      | ф | Найкоротший день                | Il Giorno più corto           | сицилійський спадкоємець |
| 1963      | ф | Син Спартака                    | Il figlio di Spartacus        | Гай Юлій Цезар           |
| 1963      | ф | Веронський процес               | Il Processo Di Verona         | Роберто Фарінацці        |
| 1963      | ф | Леопард                         | Il Gattopardo                 | полковник Паллавічіно    |
| 1963      | ф | Сірано і д'Артаньян             | Cyrano et d'Artagnan          | Лобардемон               |
| 1968      | ф | Визволення (фільм 2-й «Прорив») | Освобождение                  | Муссоліні                |
| 1969      | ф | Ватерлоо                        | Ватерлоо/Waterloo             | маршал Сульт             |
| 1972      | ф | На війні, як на війні           | À la guerre comme à la guerre | Люблянський              |
| 1977      | ф | Голокост 2000                   | Holocaust 2000                | Прем'єр-міністр          |
| 2006—2010 | с | Капрі                           | Capri                         | Едуардо                  |
| 2008      | ф | Марчелло, Марчелло              | Marcello Marcello             | делегат                  |
| 2009      | с | Острів секретів                 | L'isola dei segreti           | Артуро Турріті           |